# Leptorumohra sinomiqueliana
Leptorumohra sinomiqueliana là một loài thực vật có mạch trong họ Dryopteridaceae. Loài này được (Ching) Tagawa miêu tả khoa học đầu tiên năm 1939.